# Hjerting (Esbjerg)
Hjerting er en forstad til Esbjerg, beliggende 7 kilometer nord for Esbjerg Centrum. Forstaden har ca. 8.200 indbyggere. Bydelen har haft status som fiskerleje og som ladeplads for Varde købstad, før man anlagde Esbjerg Havn i 1868. Hjerting er nu bedre kendt som en velhavende forstad, hvor flere og flere liebhaverboliger skyder frem. Forstaden er inddelt i Gammel og Nye Hjerting, hvor gammel Hjerting er det mest eftertragtede og også det dyreste område at bo i. Hjerting har haft to skoler, som nu er samlet til en efter skolesammenlægningerne i 2012.

## Historie
Første gang Hjerting er nævnt i historien er 1291.
Ved plakat af 1680 fik Varde 2 officielle ladepladser, Janderup og Hjerting. Janderup spillede da en ikke ubetydelig rolle for udskibningen af jydepotter og rug. Hjertings fordel var beliggenheden nær sejlløbet til Grådyb, beskyttet af Langli, og var vel allerede fra omkring 1500 et hovedpunkt for fiskeriet i Ho Bugt. Da tilmed Ribe led hårdt under svenskekrigene i 1600-tallet, fik Hjerting en opblomstring, som holdt sig indtil midten af 1800-tallet .
Hjertings voksende betydning i 1600-tallets anden halvdel afspejles af, at ved Plakat af 4. september 1680 blev Hjerting toldsted for studeudførsel, den 28. juli 1688 fik de søfarende i Hjerting, Ho og Oksby af regeringen privilegium på at drive sejlads, og 1692 blev toldstedet flyttet fra Varde til Hjerting . En følge heraf var, at bebyggelsen i Hjerting voksede, fra 13 huse i 1661 til 31 huse i 1683 .
Et tilbageslag var det, da den nederlandske regering i 1718 indførte en told på 20 Gylden pr. stud: udførslen til Holland aftog, men voksede til gengæld til det nordtyske marked. Derved svækkedes udførslen over Vadehavet til gengæld skete stigende udførsel over Kolding .
I 1735 foreslog daværende stiftamtmand Gabel, at gøre Hjerting til købstad .
Omkring midten af 1800-tallet var der tiltag i gang for at fremme Hjertings rolle i udførslen til England. 1851 traf det danske Finansministerium aftale med det engelske rederi "Northern Steam Packet Compagny" om oprettelse af en ugentlig dampskibsfart mellem Ballum/Hjerting og Lowestoft. I begyndelsen var udskibningen af kvæg nogenlunde regelmæssig. Hjerting fik dog ikke helt den betydning, der var lagt op til: af 100 sejladser mellem Jylland og England i 1851 skete 68 fra Tønning, 14 fra Hjerting, 7 fra Ballum, 6 fra Højer og 5 fra Agger. For at lette udskibning fra Hjerting opførtes 1852 en landingsbro, men fragten faldt fra år til år, og 1860 skete de sidste afskibninger fra Hjerting; 1862 opgav man at opretholde landingsbroen, der gentagne gange blev ødelagt af isen . Dette forhold skulle få betydning få år senere, da det besluttedes at opføre en ny havn på den jyske vestkyst: man valgte Strandby (det nuværende Esbjerg), hvor isproblemerne var langt mindre .
I 1925 blev der oprettet en svagbørnskoloni for 60 piger.

### Hjemmehørende skibe
Antallet af hjemmehørende skibe samt deres drægtighed i Hjerting udgjorde :
| År   | Antal | Register Ton | År   | Antal | Register Ton |
| ---- | ----- | ------------ | ---- | ----- | ------------ |
| 1835 | 18    | 343          | 1855 | 11    | 176          |
| 1840 | 11    | 231          | 1860 | 7     | 103,5        |
| 1845 | 11    | 220          | 1865 | 9     | 125          |
| 1850 | 11    | 107,5        | 1870 | 8     | 93           |

### Skibsfart på Hjerting
Hjertings rolle i skibsfarten i første halvdel af 1800-tallet kan belyses med følgende tal for udgående skibe med hensyn til rejsemål :
| År               | 1826 | 1834 | 1845 | 1850 |
| ---------------- | ---- | ---- | ---- | ---- |
| København        | 6    | 3    | 5    | 5    |
| Danske Provinser | 26   | 6    | 3    | 15   |
| Slesvig          | 22   | 33   | 25   | 24   |
| Holsten          | 22   | 19   | 25   | 2    |
| Altona           | 51   | 49   | 38   | 14   |
| Hamborg          | 1    | -    | -    | 2    |
| Bremen           | -    | 2    | 7    | 1    |
| Holland          | -    | 4    | -    | -    |
| England          | -    | 1    | -    | 5    |
| Norge            | 17   | 21   | 19   | 36   |
| Sverige          | -    | -    | -    | 1    |

Det fremgår heraf, at Altona og Norge var de vigtigste rejsemål, efterfulgt af rejsemål i Hertugdømmerne, derefter rejsemål i danske provinser, mens hverken København, tyske fristæder, Holland, England eller Sverige spillede nogen større rolle. Forbindelsen til Norge, hvorfra man hentede tømmer var gammel, og kan sammenlignes med den nordvestjyske skudehandel. England fik først voksende betydning efter 1850 .

### Eksport fra Hjerting
Den samlede eksport fra Hjerting til England udgjorde 1847-1860 :
| År   | Stk hornkvæg | Pund Flæsk | Antal rejser | År   | Stk hornkvæg | Pund Flæsk | Antal rejser |
| ---- | ------------ | ---------- | ------------ | ---- | ------------ | ---------- | ------------ |
| 1847 | 105          | 1.530      | 1            | 1854 | 777          | 32.000     | 4            |
| 1848 | 634          | 9.788      | 5            | 1855 | 904          | 3.300      | 4            |
| 1849 | 88           | 73.560     | 3            | 1856 | 381          | 10.890     | 3            |
| 1850 | 1.115        | 107.881    | 10           | 1857 | 60           | -          | 2            |
| 1851 | 1.029        | 134.938    | 14           | 1858 | 384          | 58         | 2            |
| 1852 | 354          | 77.514     | 6            | 1859 | 258          | 150        | 2            |
| 1853 | 385          | 13.375     | 6            | 1860 | 292          | 88         | 1            |

Hjerting havde i 1801 302 indbyggere, i 1840 236 indbyggere, i 1860 358 indbyggere, i 1870 304 indbyggere, i 1880 281 indbyggere.